# Liste des genres de primates par familles
Cet article liste les genres de primates vivants, triés par familles et sous-familles.

## Prosimiens

### Lémuriformes
- Lemuridae
  - Lemur
  - Hapalemur
  - Varecia
  - Eulemur
- Indriidae
  - Indri
  - Propithecus
  - Avahi
- Megaladapidae
  - Lepilemur
- Daubentoniidae

### Lorisiformes
- sous-famille des Cheirogaleinae
  - Microcebus
  - Cheirogaleus
  - Allocebus
- sous-famille des Galagidae
  - Euoticus
  - Galago
  - Galagoides
  - Otolemur
- sous-famille des Loridae
  - Arctocebus
  - Loris
  - Nycticebus
  - Perodicticus
- Sous-famille des Phanerinae
  - Phaner

### Tarsiidae
- Tarsius

## Simiens

### Platyrrhiniens
- Cebidae
  - sous-famille des Alouattinae
    - Alouatta

  - sous-famille des Aotinae
    - Aotus

  - sous-famille des Atelinae
    - Ateles
    - Brachyteles
    - Lagothrix

  - sous-famille des Cebinae
    - Cebus
    - Saimiri
- Callitrichidae
  - Callimico
  - Callithrix
  - Leontopithecus
  - Saguinus
- Pitheciidae
  - sous-famille des Callicebinae
    - Callicebus

  - sous-famille des Pitheciinae
    - Cacajao
    - Chiropotes
    - Pithecia

### Catarrhiniens

#### Super-famille desCercopithecoidea
- Cercopithecidae
  - sous-famille des Cercopithecinae
    - Allenopithecus
    - Cercocebus
    - Cercopithecus
    - Erythrocebus
    - Macaca
    - Papio
    - Theropithecus
    - Lophocebus
    - Chlorocebus
    - Miopithecus
    - Mandrillus

  - sous-famille des Colobinae
    - Colobus
    - Nasalis
    - Presbytis
    - Procolobus
    - Pygathrix
    - Semnopithecus
    - Trachypithecus

#### Super-famille desHominoidea
- Hylobatidae
  - Hylobates
  - Nomascus
  - Houlock
  - Symphalangus
- Hominidae
  - sous-famille des Ponginae
    - Pongo

  - sous-famille des Homininae
    - Gorilla
    - Pan
    - Homo